# Angusville
Angusville est une ville du Manitoba, entourée par la municipalité rurale de Silver Creek. Le nom proviendrait du patronyme Angus porté par les premiers colons.

## Référence
- (en) Cet article est partiellement ou en totalité issu de l’article de Wikipédia en anglais intitulé « Russell, Manitoba » (voir la liste des auteurs).